# Długie (województwo warmińsko-mazurskie)
Długie – wieś w Polsce położona w województwie warmińsko-mazurskim, w powiecie ełckim, w gminie Kalinowo.
W latach 1975–1998 miejscowość administracyjnie należała do województwa suwalskiego.
Istniała część wsi o nazwie Długoniedziela, nazwę zniesiono z 2023 r.